# Silverbjörnen för bästa regi
Silverbjörnen för bästa regi (tyska: Silberner Bär/Bester Regie) är ett filmpris som delas ut vid den årliga filmfestivalen i Berlin. Pristagaren väljs av den internationella juryn utifrån filmerna som är i tävlan under festivalen. Priset har delats ut varje år sedan 1956 förutom vid sex tillfällen (1969, 1970, 1971, 1973, 1974 och 1981).

## Vinnare
- 1956: Robert Aldrich för När skymningen faller
- 1957: Mario Monicelli för Padri e figli
- 1958: Tadashi Imai för Jun'ai monogatari
- 1959: Akira Kurosawa för Den vilda flykten
- 1960: Jean-Luc Godard för Till sista andetaget
- 1961: Bernhard Wicki för Das Wunder des Malachias
- 1962: Francesco Rosi för Salvatore Guiliano - banditen
- 1963: Nikos Koundouros för Mikres Afrodites
- 1964: Satyajit Ray för Mahanagar
- 1965: Satyajit Ray för Charu - den ensamma kvinnan
- 1966: Carlos Saura för La caza
- 1967: Živojin Pavlović för Råttorna vaknar
- 1968: Carlos Saura för Peppermint Frappé
- 1972: Jean-Pierre Blanc för Ungmö på semester
- 1975: Sergej Solovjov för Sto dney posle detstva
- 1976: Mario Monicelli för Caro Michele
- 1977: Manuel Gutiérrez Aragón för Camada negra
- 1978: Georgi Djulgerov för Avantazh
- 1979: Astrid Henning-Jensen för Vinterbarn
- 1980: István Szabó för Bizalom
- 1982: Mario Monicelli för Il marchese del grillo
- 1983: Éric Rohmer för Pauline på stranden
- 1984: Costas Ferris för Rembetiko och Ettore Scola för I afton dans
- 1985: Robert Benton för En plats i mitt hjärta
- 1986: Georgij Sjengelaja för Ung tonsättares resa
- 1987: Oliver Stone för Plutonen
- 1988: Norman Jewison för Mångalen
- 1989: Dušan Hanák för Ja milujem, ty milujes
- 1990: Michael Verhoeven för Den förskräckliga flickan
- 1991: Jonathan Demme för När lammen tystnar och Ricky Tognazzi för Ultrà
- 1992: Jan Troell för Il Capitano
- 1993: Andrew Birkin för The Cement Garden
- 1994: Krzysztof Kieślowski för Den vita filmen
- 1995: Richard Linklater för Bara en natt
- 1996: Richard Loncraine för Richard III och Yim Ho för Taiyang you er
- 1997: Éric Heumann för Port Djema
- 1998: Neil Jordan för The Butcher Boy
- 1999: Stephen Frears för The Hi-Lo Country
- 2000: Miloš Forman för Man on the Moon
- 2001: Lin Cheng-sheng för Ai ni ai wo
- 2002: Otar Iosseliani för Måndag morgon
- 2003: Patrice Chéreau för Son frère
- 2004: Kim Ki-duk för Samaritan Girl
- 2005: Marc Rothemund för Sophie Scholl – De sista dagarna
- 2006: Michael Winterbottom och Mat Whitecross för The Road to Guantanamo
- 2007: Joseph Cedar för Beaufort
- 2008: Paul Thomas Anderson för There Will Be Blood
- 2009: Asghar Farhadi för Darbareye Elly
- 2010: Roman Polanski för The Ghost Writer
- 2011: Ulrich Köhler för Schlafkrankheit
- 2012: Christian Petzold för Barbara
- 2013: David Gordon Green för Prince Avalanche
- 2014: Richard Linklater för Boyhood
- 2015: Radu Jude för Aferim! och Malgorzata Szumowska för Body/Ciało
- 2016: Mia Hansen-Løve för Dagen efter denna
- 2017: Aki Kaurismäki för Ljus i natten
- 2018: Wes Anderson för Isle of Dogs
- 2019: Angela Schanelec för Ich war zuhause, aber
- 2020: Hong Sang-soo för Domangchin yeoja
- 2021: Dénes Nagy för Természetes fény
- 2022: Claire Denis för Kärlekens labyrinter
- 2023: Philippe Garrel för Le Grand Chariot
- 2024: Nelson Carlo De Los Santos Arias för Pepe